# أسمر يا أسمراني

عبد الحليم حافظ - أسمر يا اسمراني - الغلاف الأمامي

عبد الحليم حافظ - أسمر يا اسمراني - الغلاف الخلفي

اسمر يا اسمراني  أغنية من كلمات إسماعيل الحبروك وألحان كمال الطويل. الأغنية مدتها 7:24 دقيقة وصدرت عام 1957  في فيلم "الوسادة الخالية" للمخرج صلاح أبوسيف، من غناء فايزة أحمد، ثم قدمها عبد الحليم حافظ ولاقت نجاحاً كبيراً بصوته في مصر والمنطقة العربية بأسرها.  

## خلفية الأغنية

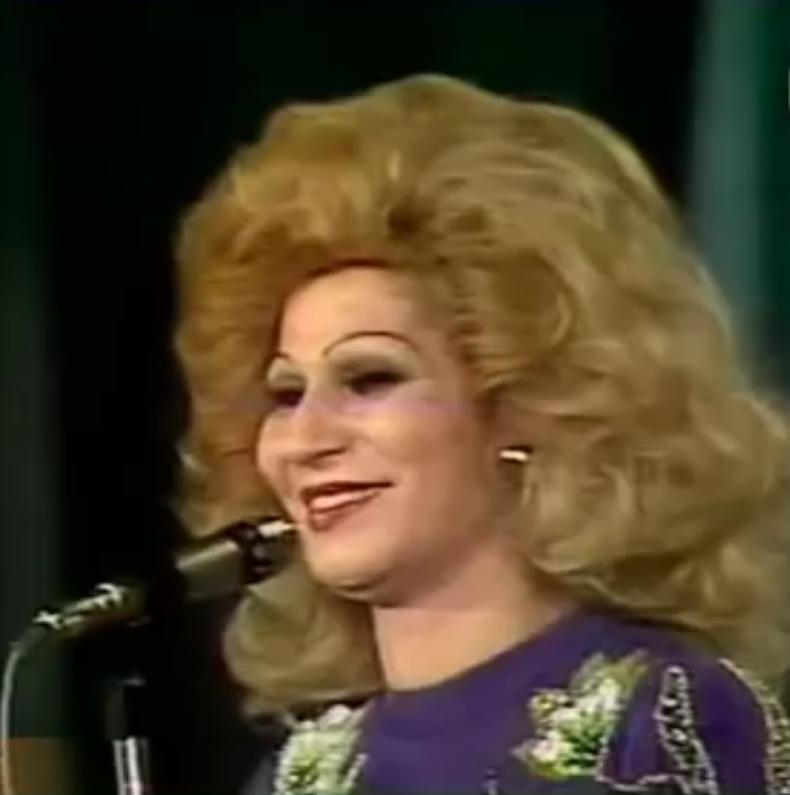
فايزة أحمد

بدأ الإعداد لتصوير فيلم "الوسادة الخالية" عن قصة الأديب إحسان عبد القدوس وبطولة عبد الحليم حافظ ولبنى عبد العزيز، وكان الفيلم يتضمن 4 أغنيات لعبد الحليم حافظ: أول مرة تحب – مشغول – تخونوه - في يوم من الأيام، وقال المخرج صلاح أبو سيف في حديث لمجلة الكواكب: "كان هناك مساحة لأغنية تصور حالة العشق والشجن التي يشعر بها كل من صلاح وسميحة، أبطال الفيلم، عندما يلتقيان ضمن أحداث الفيلم"، ووقع اختياره على أغنية "أسمر يا أسمراني" التي لحنها كمال الطويل لفايزة أحمد، وقرر أن تكون موسيقى الأغنية في خلفية الأحداث الأولية للفيلم، وكنا نشاهد عازف "البيانولا" يعزفها أثناء تجول الحبيبين في شوارع القاهرة. وتهجر بطلة الفيلم حبيبها وتتزوج من غيره، ويعلو شأن الحبيب ويتزوج من فتاة جميلة، ويلتقي الحبيبين في سهرة بأحد الملاهي الليلية وكل منهم معه شريك آخر، وهنا يسارع الحبيب إلى أوركسترا الملهى ويطلب منهم عزف أغنية "أسمر يا أسمراني" ليعيد لقلب حبيبته ذكريات الحب القديم. قرر صلاح أبوسيف  في هذا المشهد أن تؤدي فتاة غير معروفة للمشاهد الأغنية بصوت فايزة أحمد (بلاي باك). شاهدت فايزة أحمد الفيلم وغضبت وعندما واجهت عبد الحليم قال لها أنها نجمة كبيرة ولا يصح أن تظهر في الفيلم لأداء أغنيتها فقط، كما قال لها، مجاملاً، إذا رغبت في حذف مشاهد الفتاة وهي تغني فسوف يقوم بذلك. وزال غضب فايزة كما قالت في حوار مع "سمير صبري" في برنامج "صباح العاصمة"، وأكدت أن عبد الحليم حافظ كان له أسلوب ذكي في امتصاص غضب من يحادثه، ويأخذ النقاش إلى منطقة هادئة أو يلقي دعابة لتهدئة الجو. تصالح عبد الحليم مع فايزة  ونجحت الأغنية في الفيلم بصورة كبيرة جعلت عبد الحليم يقوم بتسجيلها بصوته وبعد أن كانت لا تذاع كثيرا في الإذاعة بصوت فايزة أصبحت تذاع كثيراً بصوت عبد الحليم الأكثر شهرة والأكثر قرباً لرجال الإذاعة والإعلام.
ردت فايزة أحمد على غناء عبد الحليم للأغنية، بأن غنت بشكل ساخر أغنية اسمها "هاتولي وابور الحريقة"، على لحن أغنية "قولوله الحقيقة" التي غناها عبد الحليم عام 1958 في فيلم شارع الحب من تلحين كمال الطويل.
ظهر ضمن أوراق "رمسيس نجيب"، منتج فيلم "الوسادة الخالية" بعد وفاته، كما نشرت صحيفة الدستور في 9 يوليو 2022، إقرار بتنازل فايزة أحمد عن حقوق الملكية الفكرية عن أغنيتها "أسمر يا أسمراني"، وفي الإقرار، اعتراف من فايزة أحمد عن قبولها لاستغلال الأغنية، وتصويرها بممثلة ثانية وعمل دوبلاج، بحيث يظهر أن الممثلة الثانية هي التي تغنيها وبدون اعتراض من فايزة أحمد لأنها تقاضت حقوقها المالية كاملة. وجاء نص الإقرار: "استلمت من الأستاذ رمسيس نجيب، مبلغ قدره 50 (خمسين جنيها مصريا)، وذلك باقي حسابي عن تسجيل أغنية "أسمر يا أسمراني" بصوتي، وبذلك صرت خالية من كافة الحقوق من قبل الأستاذ رمسيس نجيب، وأصبح له مطلق الحرية في أن يصور الأغنية مع أي ممثلة أخري، في فيلم "الوسادة الخالية" بطريق الدوبلاج دون أي اعتراض مني. وقد تحرر هذا إيصالا واقرارا مني بكل ما تقدم".. التوقيع فايزة أحمد، بتاريخ الرابع من يوليو 1957.
أعلن ابن كمال الطويل في برنامج (مع منى الشاذلي) أن الأغنية كانت في الأصل ملحنة لعبد الحليم ولكن لظروف الإنتاج أضطر صلاح أبو سيف لتصوير الأغنية بصوت فايزة.
يُلاحظ أن كمال الطويل قام بإضافة مقطعاً موسيقياً جديدة إلى المقدمة الموسيقية في النسخة التي غناها عبد الحليم.

## كلمات الأغنية
أسمر يا اسمراني مين قساك عليه
لو ترضى بهواني برضه انت اللي ليا
بتزيد عذابي ليه ويهون شبابي ليه
وتطول غيابك ليه قولي ليه
ناسي ليه، ليه يا اسمر
يا اسمر قلبي في نار
نار عذابي ونار ظنوني
يا اسمر فكري احتار
الشوق ضناني سهر عيوني
والجرح اللي في قلبي إزاي أدوايه
والدمع اللي في عيني لإمته أداريه
لا أنا باشكي ولا باحكي بس قولي يا حبيبي
أسمر يا اسمراني
قالوا لي الناس هواك حيرة
وقلت أحتار عشان خاطرك
تحيرني تسهرني كفاية أخطر على فكرك
وأنا راضي بحرماني وحيرتي ويا أشجاني
دا الحب اللي أنا شفته يوم وياك
فرحني ونساني إزاي أنساك
لا أنا باشكي ولا باحكي بس قولي يا حبيبي
أسمر يا اسمراني
أنا شاري هواك يا اسمر بروحي وفرحتي وعمري
وأيام حلوة عشناها راحت وانقضت بدري
ياريت ترجع لياليها وأنا وأنت نعيش فيها
والقلب اللي شغلته سنين بهواك
لوعته وضيعته وقلت فداك
لا أنا باشكي ولا باحكي بس قولي يا حبيبي
أسمر يا اسمراني 

## الأغنية على المسرح
إعتاد عبد الحليم حافظ تقديم "أسمر يا اسمراني" في حفلاته الغنائية على المسارح المختلفة بسبب نجاحها الكبير وطلب الجمهور منه غنائها، وظهرت بعض تسجيلات للأغنية على مسارح مختلفة مثل:
حفل على مسرح سينما قصر النيل  بالقاهرة في 11 أبريل 1957.
حفل على مسرح "سينما سورية" بمدينة حلب في 22 فبراير 1958.
حفل في السعودية عام 1976، وبلغت مدة الاغنية 19:50 دقيقة.

## نسخ أخرى للأغنية
قام عدد من المغنيين والمغنيات بتقديم نسخهم المختلفة من أغنية "أسمر يا اسمراني" وعلى رأسهم: وائل جسار – غادة درباس (الكندية العربية) بمصاحبة الأوركسترا الأميركية العربية (National Arab Orchestra) – هاني شاكر ونادية مصطفى (دويتو) كما غنتها نادية مصطفى منفردة – كنزي تركي   ضمن مهرجان الموسيقى العربية 29  في دار الأوبرا المصرية – المغنية السورية السويدية فايا يونان – شيرين (ضمن برنامج محبوبي أنا) – اللبنانية سمية بعلبكي - كما ظهر تسجيل للأغنية بصوت الملحن كمال الطويل. قدمها أيضاً عازف الساكسفون سمير سرور، كما سجل عمار الشريعي نسخته الموسيقية أيضاً. وانتشرت تسجيلات للأغنية بطريقة (الكاريوكي) ليتمكن الهواة من غنائها.

## وصلات خارجية
https://www.youtube.com/watch?v=5V0Naol86BE اسمر يا اسمراني
https://www.youtube.com/watch?v=aiqJ2mEsveg اسمر يا اسمراني
https://www.youtube.com/watch?v=lX8lR6RCMjs اسمر يا اسمراني
https://www.youtube.com/watch?v=6Hsqm8aPaQU اسمر يا اسمراني
https://www.youtube.com/watch?v=kVUhe53w9OI اسمر يا اسمراني
https://www.youtube.com/watch?v=SzPMFhd2Ozc اسمر يا اسمراني
https://www.youtube.com/watch?v=nME3EY1fPWI اسمر يا اسمراني
https://www.youtube.com/watch?v=XHM9ESRT7DY اسمر يا اسمراني
https://www.youtube.com/watch?v=-yi12FyUTsk اسمر يا اسمراني
https://www.youtube.com/watch?v=uhVaIMJtiY4 هاتولي وابور الحريقة-فايزة أحمد